# Erneuerbare-Energien-Gesetz
Pour les articles homonymes, voir EEG.

Logo sur les énergies renouvelables par Melanie Maecker-Tursun

Hermann Scheer et Hans-Josef Fell sont à l'origine de la loi allemande sur les énergies renouvelables (Erneuerbare Energien Gesetz - EEG), accordant une priorité à ces énergies. Cette loi, promulguée en avril 2000, crée un tarif d'achat dédié.

## Motivation
Cette loi devait permettre

Évolution du mix électrique allemand entre 1990 et 2018

- un développement durable de l'approvisionnement en énergie,
- réduire les coûts économiques à long terme de l'énergie (coûts externes),
- économiser les ressources fossiles,
- soutenir le développement des techniques de production d'électricité à partir d'énergies renouvelables.

## Coûts
Les coûts énormes pour les usagers allemands ont depuis longtemps été pointés du doigt. Parce qu'il y a de plus en plus des parcs éoliens et de champs solaires, les coûts progressent. En 2017, le supplément EEG est de 6,88 cents le kilowattheure (kWh) plus la TVA. Cela apporte environ 25 milliards d'euros pour l'industrie de l'énergie verte et, en sus, 4,75 milliards d'euros pour le ministère des Finances allemand.
La loi EEG a eu pour conséquence que les consommateurs d'électricité paient des millions d'euros parce que la quantité d'électricité verte est produite sur quelques jours et que les centrales conventionnelles doivent s'arrêter brusquement et être remboursées. L'électricité verte excédentaire est payée par le consommateur de toute façon. Pour le seul premier trimestre de 2016, selon l'Agence fédérale des réseaux, les consommateurs d'électricité ont payé environ 148 millions d'euros pour cette alimentation fantôme.

## Critiques
De nombreux critiques nient que l'EEG présente des avantages pour la protection du climat. Au contraire, elle ne ferait que rendre la protection du climat plus chère. Il a également été critiqué que le principe de la rémunération de base produisait de l'électricité indépendamment de la demande et du prix du marché qui en résultait. Ce n'est que depuis 2012 que la prime de flexibilité a ajouté une composante de base à la rémunération de base.
Dans deux rapports de 2004 et de 2012, le conseil scientifique du ministère fédéral de l'Économie et de l'Énergie a évalué de manière critique la motivation de politique industrielle de l'EEG, car le fait de privilégier certaines techniques restreignait la liberté de choix des partenaires du marché et entraînait ainsi des effets d'allocation inefficaces et non économiques. Ainsi, le photovoltaïque représente 55 % des coûts de financement, mais ne fournit que 20 % de l'électricité produite par les énergies renouvelables. L'objectif de la protection du climat n'est pas convaincant, car cela peut être atteint plus efficacement en modernisant le parc des centrales électriques conventionnelles et en utilisant le mécanisme dit de développement respectueux de l'environnement. La commission d'experts sur la recherche et l'innovation mise en place par le Bundestag allemand a conseillé dans son rapport annuel 2014 d'abolir complètement l'EEG, car l'EEG n'était ni un instrument rentable pour la protection du climat, ni un effet innovant mesurable. 
Le président du conseil d'experts pour l'évaluation du développement économique global, Christoph M. Schmidt, a préconisé un modèle de quotas afin de réduire les coûts de la transition énergétique